# NGC 3664
NGC 3664是位於獅子座的麥哲倫螺旋星系。NGC 3664距離地球約8,000萬光年，這意味著NGC 3664的直徑約為 50,000光年。
威廉·坦普爾於1879年3月14日發現NGC 3664。它是NGC 3640星系團的成員，而NGC 3640星系團又是獅子座 II星系團的成員，獅子座 II星系團是一系列從室女座超星系團右邊緣延伸出來的星系和星系團。
NGC 3664星系的特點是不對稱的形狀，具有單一旋臂和偏心棒，中性氫區的分佈同樣不對稱。